# Новопокровское сельское поселение (Приморский край)
Новопокровское се́льское поселе́ние — сельское поселение в Красноармейском районе Приморского края.
Административный центр — село Новопокровка.

## История
Статус и границы сельского поселения установлены Законом Приморского края от 9 августа 2004 года № 137-кз «О Красноармейском муниципальном районе»

## Население
| 2010  | 2011  | 2012  | 2013  | 2014  | 2015  | 2016  |
| ----- | ----- | ----- | ----- | ----- | ----- | ----- |
| 4095  | ↘4085 | ↘3998 | ↘3937 | ↘3870 | ↘3858 | ↘3824 |
| 2017  | 2018  | 2019  | 2020  | 2021  |       |       |
| ↘3791 | ↗3822 | ↘3797 | ↘3772 | ↘3355 |       |       |

## Состав сельского поселения
В состав сельского поселения входят 3 населённых пункта:
| № | Населённый пункт | Тип населённого пункта       | Население |
| - | ---------------- | ---------------------------- | --------- |
| 1 | Новокрещенка     | село                         | ↘304      |
| 2 | Новопокровка     | село, административный центр | ↘3095     |
| 3 | Ромны            | село                         | ↘145      |

## Местное самоуправление
Администрация
Адрес: 692171, с. Новопокровка, ул. Калинина, 11. Телефон: 8 (42359) 21-9-50
Глава администрации
- Смелик Иван Викторович